# Château de Chillac
Le château de Chillac actuel est un très bel édifice du XVe siècle situé sur la commune de Chillac en Charente.

## Historique
Les seigneurs de Chillac sont mentionnés dans de nombreux textes anciens, et le château existait déjà au XIe siècle ; il relevait de Barbezieux, mais il a disparu durant la guerre de Cent Ans
Il est reconstruit au XVe siècle sur les soubassements de l'ancien château.
Les façades et toitures du château sont inscrites au titre des monuments historiques par arrêté du 16 mai 1961.

## Architecture

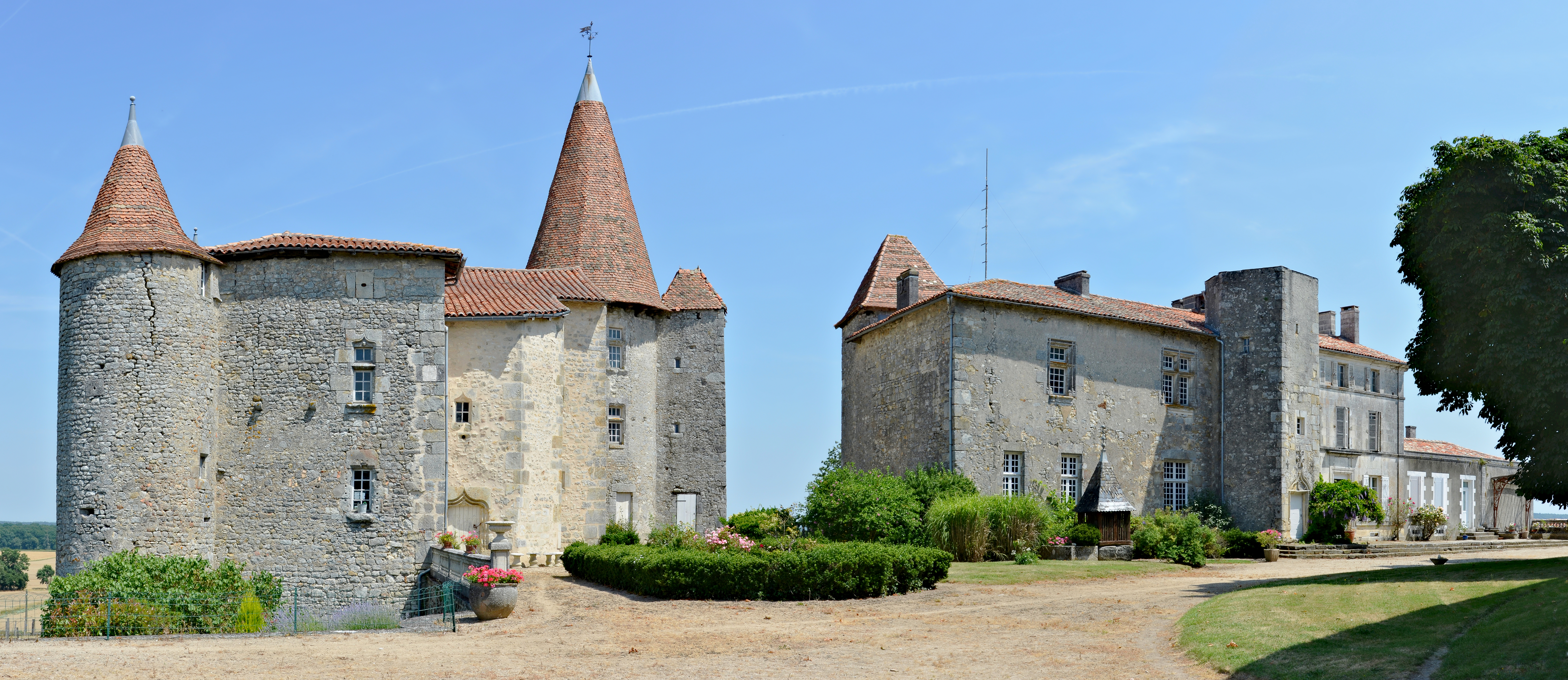
Façade du château, vue du sud-ouest.

Il occupe un terre-plein rectangulaire dont le côté sud est constitué par l'église romane du XIIe siècle. L'entrée était à l'est de son chevet, où se trouvent les vestiges dérasés d'une tour ronde.
Le bâtiment de la courtine nord est une longue aile à deux niveaux, aux baies à meneaux, et à la toiture à forte pente. Il est desservi par un escalier à vis dans une tour polygonale.
Le bâtiment à l'angle nord-ouest est formé de deux ailes en équerre, à fenêtres à meneaux. Il est encadré de trois tours rondes coiffées, pour deux d'entre elles, de toitures quadrangulaires recouvertes de tuiles plates, et pour la troisième d'une très haute poivrière.

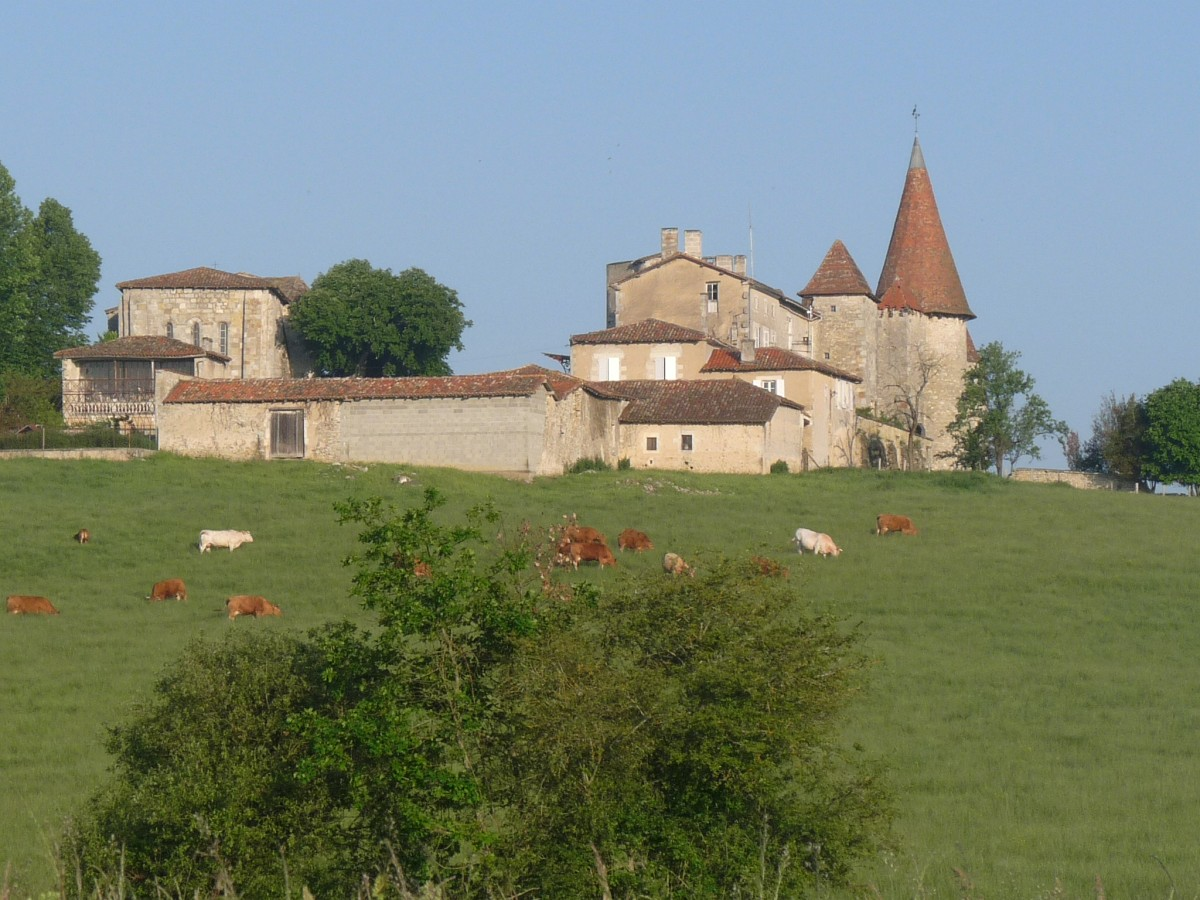
Vue de l'est, avec l'église à gauche.
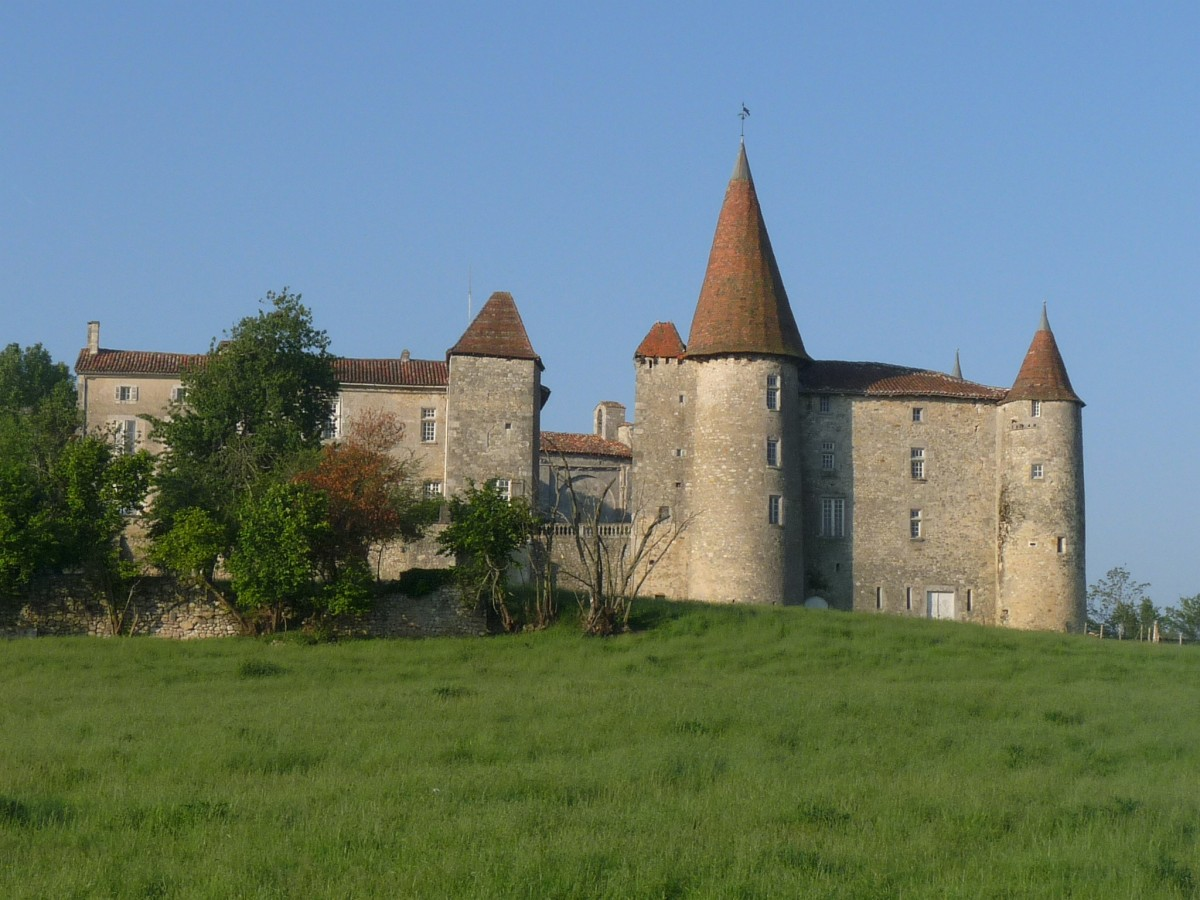
Vue générale du nord.
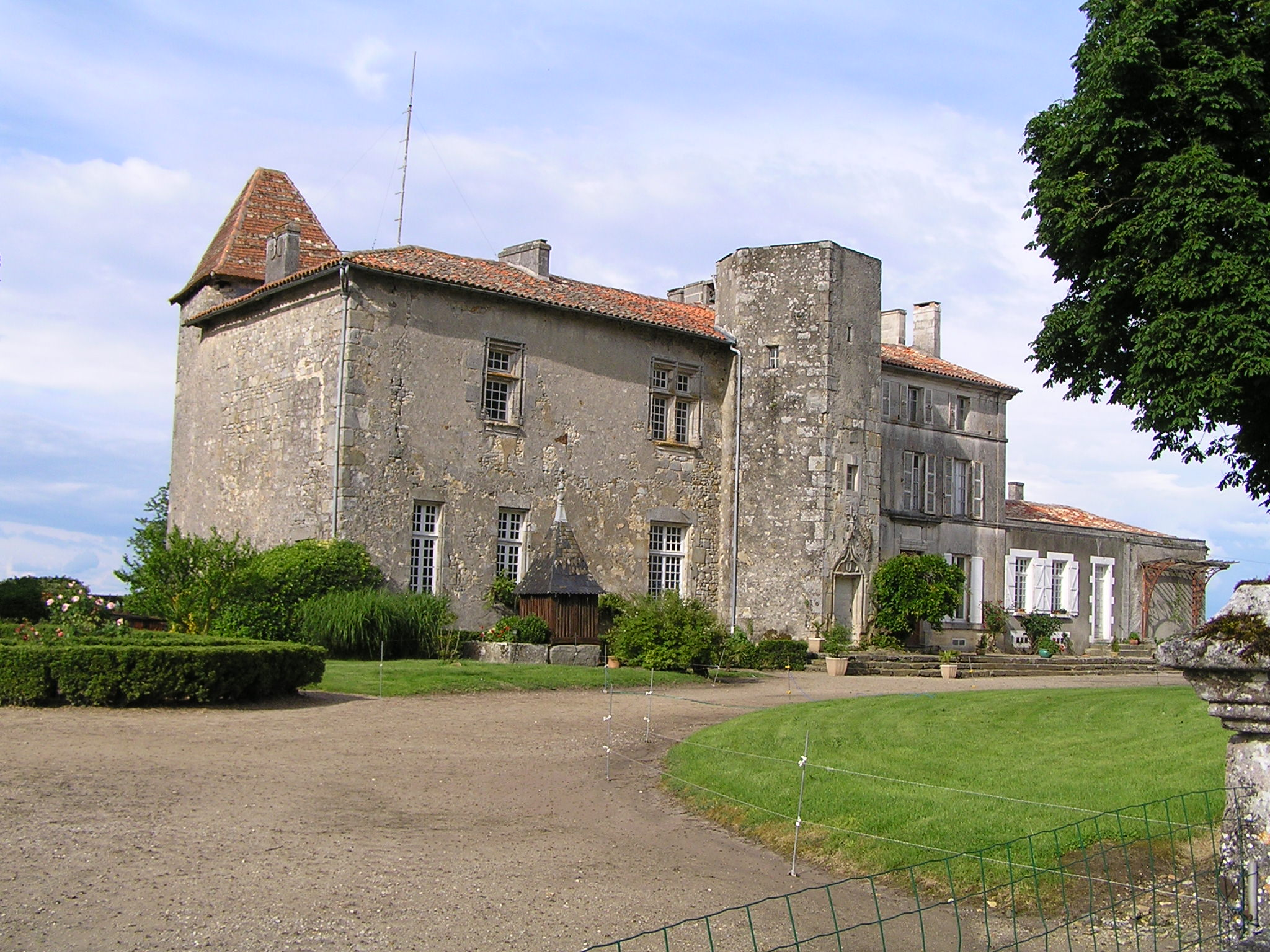
Bâtiment central, vu du sud-ouest.
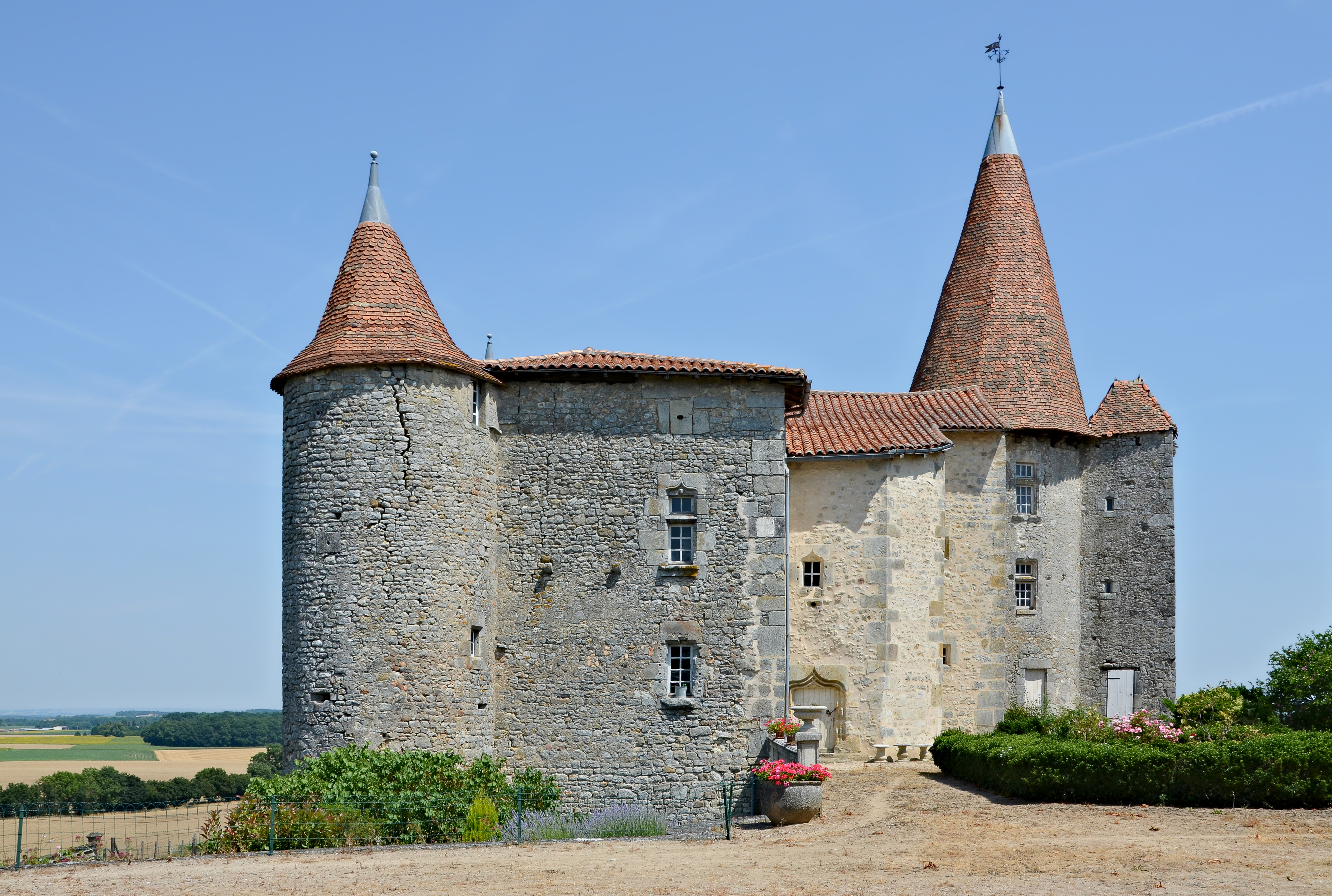
Partie ouest, vue du sud.
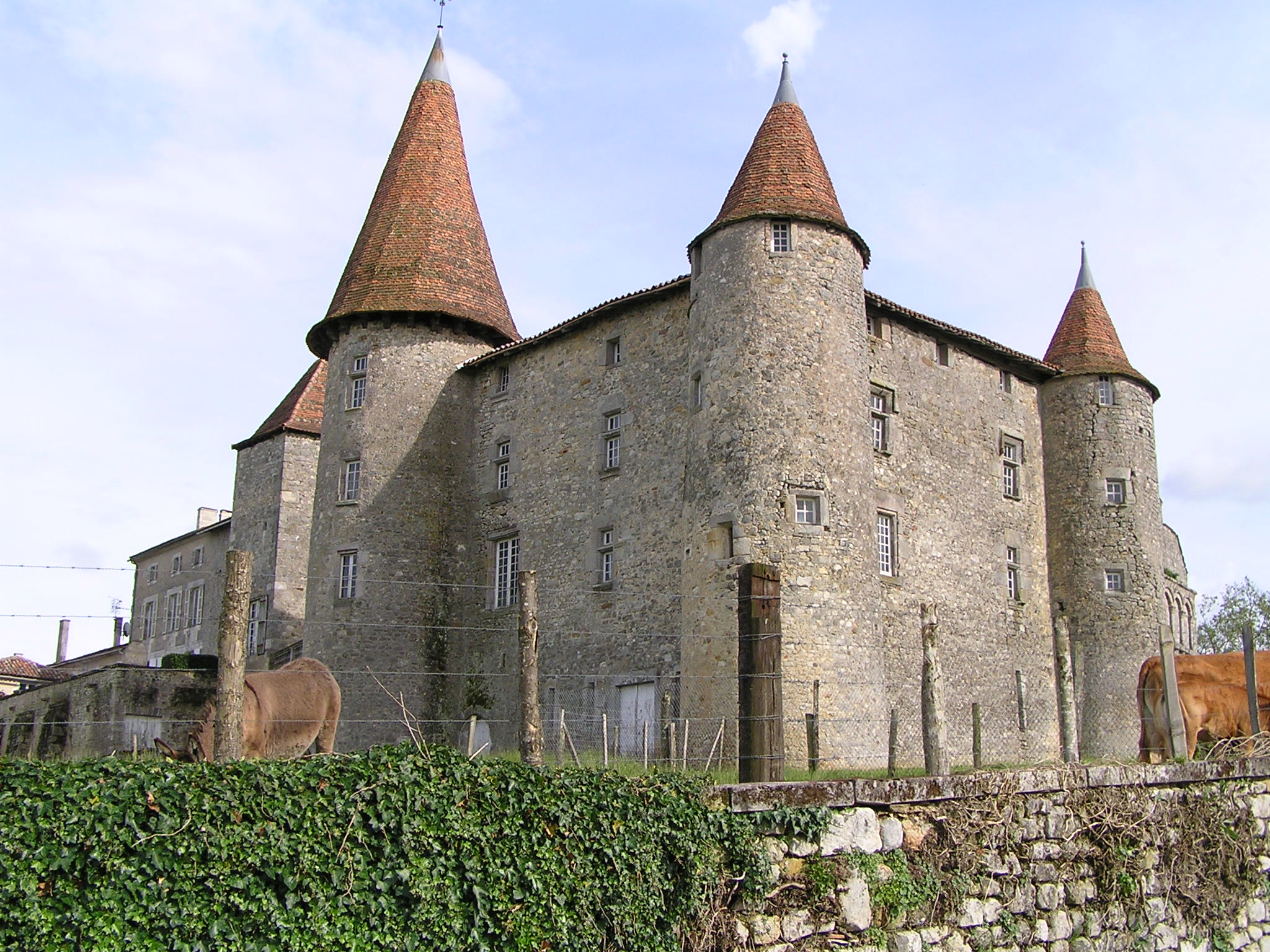
Vue du nord-ouest.